# Nanning van Foreest (1740-1794)
Nanning van Foreest (1740–1794) was onder meer vroedschap van Hoorn en gecommitteerde van de Admiraliteit van West-Friesland en het Noorderkwartier. Tevens was hij hoofdingeland van de Schermer.
Nanning van Foreest werd geboren als zoon van Nanning van Foreest en Jacoba de Vries. In 1770 trouwde hij met Christina Johanna Crap (1746-1785). Zij kregen drie kinderen, Maria (1776-1803), Elisabeth (1783-1826) en Willem Nicolaas (1773-1818).